# Neonitocris leonis
Neonitocris leonis là một loài bọ cánh cứng trong họ Cerambycidae.